# Praeuvigerina
Praeuvigerina es un género de foraminífero bentónico considerado un sinónimo posterior de Pseudouvigerina de la familia Turrilinidae, de la superfamilia Turrilinoidea, del suborden Buliminina y del orden Buliminida. Su especie tipo era Uvigerina westphalica. Su rango cronoestratigráfico abarca desde el Campaniense hasta el Maastrichtiense (Cretácico superior).

## Discusión
Clasificaciones previas incluían Praeuvigerina en el suborden Rotaliina del orden Rotaliida.

## Clasificación
Praeuvigerina incluía a las siguientes especies:
- Praeuvigerina gabonica †
- Praeuvigerina westphalica †